# 屈西 (塞纳-马恩省)
屈西（法語：Cuisy，法語發音：[kɥizi] ⓘ）是法国塞纳-马恩省的一个市镇，属于莫城区。

## 地理
屈西（49°1'10"N, 2°46'21"E）面积3.33 平方千米，位于法国法蘭西島大區塞纳-马恩省，该省份为法国北部内陆省份，北起瓦兹省，西接埃松省、马恩河谷省、塞纳-圣但尼省和瓦兹河谷省，南至卢瓦雷省，东南接约讷省，东临马恩省和奥布省，东北接埃纳省。
与屈西接壤的市镇（或旧市镇、城区）包括：勒普莱西欧布瓦、勒普莱西莱韦克、圣苏普莱、蒙热昂戈埃勒。

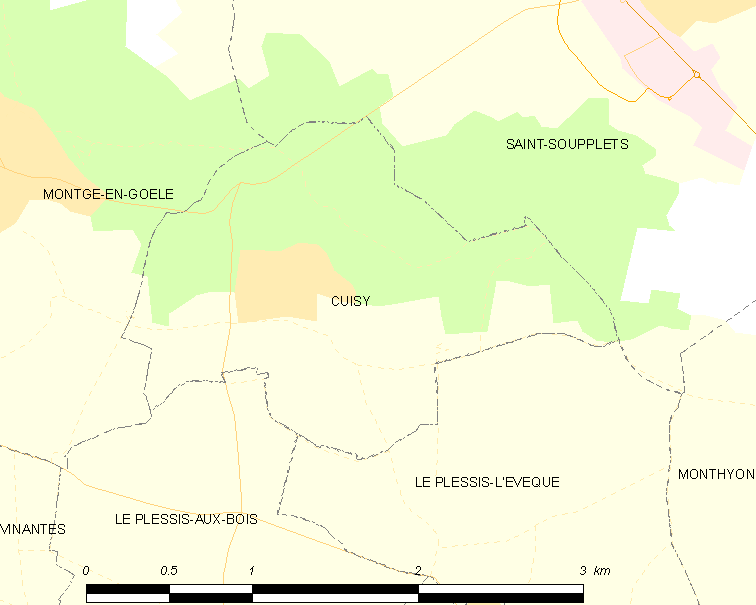
的OSM定位图

屈西的时区为UTC+01:00、UTC+02:00（夏令时）。

## 行政
屈西的邮政编码为77165，INSEE市镇编码为77150。

## 政治
屈西所属的省级选区为克莱-苏伊县。

## 人口

1962-2008年间人口变化图示

屈西于2022年1月1日时的人口数量为471人。